# Camponotus truebi
Camponotus truebi är en myrart som beskrevs av Auguste-Henri Forel 1910. Camponotus truebi ingår i släktet hästmyror, och familjen myror.

## Underarter
Arten delas in i följande underarter:
- C. t. arnoldi
- C. t. genaiai
- C. t. truebi